# 卡羅爾縣 (喬治亞州)
卡羅爾縣是美國喬治亞州西部的一個縣，西鄰亞拉巴馬州。面積1,305平方公里。根據美國2000年人口普查，共有人口87,268，2005年估計人口為105,453。縣治卡羅爾頓。
成立於1825年6月9日，縣名紀念卡羅頓的查爾斯·卡羅爾（Charles Carroll of Carrollton），《美國獨立宣言》簽署者中唯一的天主教徒及最晚去世者。